# جانيت إلين باول
جانيت إلين باول (بالإنجليزية: Janet Paul)‏ هي رسامة نيوزيلندية، ولدت في 9 نوفمبر 1919، وتوفيت في 28 يوليو 2004.